# 布罗克施泰特
布罗克施泰特是德国石勒苏益格－荷尔斯泰因州的一个市镇。总面积12.62平方公里，总人口2127人，其中男性1067人，女性1060人（2011年12月31日），人口密度169人/平方公里。